# 无情者哈拉尔
哈拉爾·西古扎爾森（約1015年1066年9月25日—）或哈拉爾三世，史称“无情者」或「苛政王」（Harðráði），是11世纪挪威的国王，1046年－1066年在位。

## 簡介

### 辗转东欧
哈拉尔约1015年出生，是挪威东部酋长西居爾·希爾之子，也是金发王哈拉爾一世的后裔。1030年，年僅15岁的哈拉尔和同母異父的兄长奥拉夫·哈拉尔德森一起参加了对抗丹麦國王克努特大帝的斯蒂克莱斯塔德战役，奥拉夫二世战败死去。
哈拉尔逃到了基輔羅斯，基輔羅斯雅罗斯拉夫一世的妻子是哈拉爾的遠房親戚，奥拉夫二世於1028年起義後曾流亡到雅羅斯拉夫爾，由於基輔羅斯急需軍事領袖，雅罗斯拉夫一世接受了奥拉夫二世的兄弟哈拉尔，并安排哈拉尔娶女兒伊丽莎白为妻。
1030年，哈拉爾參加了雅罗斯拉夫一世對波蘭人的一系列戰役，奪回了東加利奇，可能還與其他11世紀基輔羅斯的競爭對手作戰，例如愛沙尼亞的楚德人、佩切涅格人、馬札兒人和拜占庭帝國及其他草原游牧民族交戰。
1033年或1034年，哈拉尔帶領部下向南移動到拜占庭帝國並在米海爾四世的瓦蘭吉衛隊擔任僱傭兵和軍事指揮官，转战于西西里和保加利亚。
哈拉爾德在東部時期變得非常富有，並通過將在君士坦丁堡收集的財富運往基輔羅斯保管（雅罗斯拉夫一世擔任他的財富保管人）。傳說指出，除了他保留的大量戰利品外，他還參加了 3 次polutasvarf（大致翻譯為“宮殿掠奪”），這個術語暗示或許是掠奪皇帝去世後的宮殿，或者新皇帝向瓦蘭吉人支付資金以確保他們的忠誠。哈拉爾德在君士坦丁堡任職期間賺到的錢很可能使他能夠資助他對挪威王冠的要求。如果他三次參加polutasvarf ，那麼這些場合一定是羅曼努斯三世、米海爾四世和邁克爾五世的死亡，在這些場合，哈拉爾將有機會在他的合法收入之外，帶走巨額財富。

### 挪威国王
1043年起，丹麥的斯文二世被馬格努斯一世打敗，並且逃跑到瑞典。
1045年，哈拉尔返回挪威。在返回挪威的途中，哈拉尔先到了瑞典，与表弟及丹麥國王斯文二世和伊丽莎白的舅父阿農德·雅各布结成暂时的同盟，并召集了一支军队，迫使其侄子挪威及丹麥國王馬格努斯（奥拉夫二世的私生子）同意与他分享挪威的统治权，而哈拉爾亦將他帶回來的財富與馬格努斯一世分享，最终馬格努斯一世為了減少敵人及解決國家破產的風險，而與哈拉爾分享挪威的王位。
1047年，哈拉尔和马格努斯一起对丹麦发动军事远征，但是马格努斯战死，在他臨終時說：他的王國將被劃分，哈拉德得到挪威王位，而斯文二世是丹麥國王。

### 入侵丹麥
為了追尋克努特大帝的北海帝國目標，哈拉爾三世從1048年至1064年不斷侵擾丹麥，挪威軍隊雖然大多獲勝，但是無法征服丹麥。
1050 年，哈拉爾德洗劫襲擊了日德蘭海岸在赫德比及奧胡斯，他的船上裝滿了洗劫的貨物和俘虜。斯文二世的艦隊追上了挪威人，哈拉爾命令他的手下扔掉洗劫的貨物，認為丹麥人會停下來拿貨。斯文命令他的手下離開貨物去追捕哈拉爾。哈拉爾隨後命令他的手下將俘虜扔到海裡。對於他們來說，斯文二世願意為了解救俘虜讓哈拉爾逃走。
1062年8月9日的尼桑戰役，雖然哈拉爾三世雖然贏了這場戰鬥，但這場胜利並不是決定性的，因為許多丹麥船隻和人員已經成功逃脫，包括斯文二世。丹麥的經濟和社會結構被每年的突襲摧毀，但漫長的戰爭也在挪威造成了損失。在尼桑戰役之後，哈拉爾在挪威各地的徵稅遇到了麻煩。
1064 年，哈拉尔放棄了他對丹麥的要求，提出了無條件和平的要求，在沒有賠償或失去土地的情況下，兩位國王締結了和平，同時斯文二世承認哈拉尔為挪威的国王。

### 入侵英格兰
1066年1月，英格兰国王忏悔者爱德华逝世，哈罗德·戈德温森继位。当时，哈罗德的弟弟托斯蒂（Tostig）对他当上国王心存不满，于是怂恿哈拉尔三世去争夺英格兰王位，哈拉尔和托斯蒂率军在英格兰北部登陆。
1066年9月8日，從泰恩茅斯出發後，哈拉爾和托斯蒂很可能在蒂斯河登陸。然後他們進入克利夫蘭並開始掠奪海岸。他們在斯卡伯勒遇到了第一次抵抗，哈拉爾德的投降要求遭到反對。最後，哈拉爾採取了燒毀城鎮的方式，這一行動導致其他諾森布里亞城鎮向他投降，早期突襲的消息傳到了諾森布里亞的莫爾卡伯爵和麥西亞的埃德溫，他們在9月20日的富爾福德戰役中與哈拉德的入侵軍隊作戰，該軍隊位於約克以南3公里（2英里）處，這場勝利對於挪威軍隊而言是絕對性的，約克郡於9月24日向他們的部隊投降。同一天，哈羅德·戈德溫森率領他的軍隊抵達塔德卡斯特，他可能偵察了挪威艦隊，準備發動突然襲擊。由於哈羅德沒有在約克郡留下任何部隊，哈羅德·戈德溫森直接穿過小鎮前往斯坦福桥。
1066年9月25日，哈羅德·戈德溫森的部隊，在斯坦福桥突襲哈拉尔的軍隊，哈拉尔战死沙场，挪威军队幾乎全軍覆沒。 但這場戰役哈羅德·戈德溫森的军队也损失惨重，这也间接帮助了诺曼人一个月后在黑斯廷斯战役中击败英格兰人。